# Jussi Halla-aho
Jussi Halla-aho (Tampere, 27 april 1971) is een Finse politicus die sinds juni 2023 voorzitter van het Fins Eduskunta (parlement) is. Hij is de voormalige partijleider van de Finnenpartij voor wie hij parlementslid van zowel het Eduskunta als het Europees Parlement is geweest. In het Europarlement was hij deel van de fractie Identiteit en Democratie.

## Biografie
Halla-aho is geboren en opgegroeid in Tampere. Hier volgde hij ook een vakopleiding tot professioneel kelner. Van 1995 tot 2000 studeerde hij taalkunde aan de Universiteit van Helsinki en hier behaalde hij uiteindelijk ook zijn doctoraat in de slavistiek. 
In 2008 werd hij verkozen als gemeenteraadslid van Helsinki en in 2011 werd hij voor het eerst verkozen tot Fins parlementslid, een functie die hij uitvoerde tot 2014. In 2011  was hij de voorzitter van de kamercommissie die zich bezighield met immigratie. Vanaf 2014 was hij Europarlementslid tot 2019 en sinds dat jaar vervult hij zijn huidige functie als Fins parlementslid. In 2023 werd hij verkozen tot voorzitter van het Fins parlement en gaf hij aan zich verkiesbaar te stellen voor de Finse presidentsverkiezing van 2024.
Halla-aho woont in Helsinki met zijn vrouw Hilla Halla-aho en hun vier kinderen. In mei 2017 werd bekend dat hij een buitenechtelijk kind had gekregen met een andere vrouw in 2015. Deze vrouw was zelf naar de pers gestapt nadat zij teleurgesteld was omdat Halla-aho aangaf enkel vier kinderen te hebben terwijl ze al acht jaar een relatie met hem zou hebben gehad.

## Strafvervolgingen en controverses
Vanaf december 2008 werd Halla-aho vervolgd wegens het aanzetten tot etnische haat in teksten die op zijn blogwebsite waren gepubliceerd. In zijn blogs schreef hij onder meer dat islam een pedofiele religie is en dat het in de aard van Somaliërs ligt om misdrijven te plegen. De rechtbank van Helsinki ging in eerste instantie enkel akkoord met de aanklacht over religieuze laster, maar door de hoogste rechtbank van Finland werd Halla-aho uiteindelijk veroordeeld tot het betalen van 50 dagboetes voor beide aanklachten.
Op diezelfde blog schreef hij tevens dat er in Finland meer verkrachtingen zouden gebeuren naargelang immigratie zou toenemen. Hij benoemde specifieke vrouwelijke politici die hij hiervoor verantwoordelijk achtte. Halla-aho zei over onder andere Zweedse Volkspartijlid Eva Biaudet en minister van arbeid Tarja Filatov dat hij hoopte dat ze verkracht zouden worden. Naar aanleiding hiervan diende de vrouwenafdeling van de Groene Partij een klacht in tegen Halla-aho. Hier werd geen gerechtelijk gevolg aan gegeven.
Halla-aho is hiernaast ook in opspraak gekomen door zijn link met Anders Breivik en zijn blogposts waarin hij fantaseerde over homo's door het hoofd schieten. In 2011 en in 2017 kreeg hij zelfs te maken met kritiek en onenigheid binnen zijn eigen partij. Toenmalig partijleider Timo Soini gaf Halla-aho in 2011 een schorsing van een maand nadat hij schreef dat Griekenland een nieuwe militaire junta nodig heeft om stakers en demonstranten onder controle te houden. Na zijn verkiezing tot partijleider van de Finnenpartij in 2017 stapten meerdere partijleden en parlementsleden op, waaronder zelfs partijoprichter Timo Soini. Deze leden richtten samen de nieuwe partij Blauwe Toekomst op.